# Samzhubze
Samzhubze léase Sangzhú-Zi (en chino simplificado, 桑珠孜区; pinyin, Sāngzhūzī qū, en tibetano, བསམ་འགྲུབ་རྩེ་ཆུས། ; Wylie, bsam 'grub'rtse chus L, deseo cumplido) es un distrito urbano bajo la administración directa de la ciudad-prefectura de Shigatse. Se ubica al sur de la Región Autónoma del Tíbet, al oeste de la República Popular China. Su área es de 10 793 km² y su población total para 2010 fue más de 100 mil habitantes.

## Administración
La ciudad-distrito de Samzhubze se divide en 2 subdistritos y 10 aldeas:
| #  | Nombre           | Caracteres | Pinyin            | Tibetano | Wylie | Población (2008) | Área (km²) |
| -- | ---------------- | ---------- | ----------------- | -------- | ----- | ---------------- | ---------- |
| 1  | Subdis. Chengbei | 城北街道   | Chéngběi Jiēdào   | ?        | ?     | 6000             | 70         |
| 2  | Subdis. Chengnan | 城南街道   | Chéngnán Jiēdào   | ?        | ?     | 6000             | 90         |
| 3  | Lian             | 联乡       | Lián Xiāng        | ?        | ?     | 5000             | 514        |
| 4  | Nianmu           | 年木乡     | Niánmù Xiāng      | ?        | ?     | 3000             | 330        |
| 5  | Jiangdang        | 江当乡     | Jiāngdāng Xiāng   | ?        | ?     | 5000             | 304        |
| 6  | Bianxiong        | 边雄乡     | Biānxióng Xiāng   | ?        | ?     | 4000             | 230        |
| 7  | Dongga           | 东嘎乡     | Dōnggā Xiāng      | ?        | ?     | 9000             | 428        |
| 8  | Nierixiong       | 聂日雄乡   | Nièrìxióng Xiāng  | ?        | ?     | 5000             | 555        |
| 9  | Jiacuoxiong      | 甲措雄乡   | Jiǎcuòxióng Xiāng | ?        | ?     | 12000            | 471        |
| 10 | Qubuxiong        | 曲布雄乡   | Qǔbùxióng Xiāng   | ?        | ?     | 5000             | 310        |
| 11 | Qumei            | 曲美乡     | Qǔměi Xiāng       | ?        | ?     | 6000             | 356        |
| 12 | Na'er            | 纳尔乡     | Nà'ěr Xiāng       | ?        | ?     | 2000             | 207        |

## Historia
Samzhubze era conocida previamente como Samdruptse. Durante la dinastía Tsangpa, fue su capital y la ciudad alcanzó un gran desarrollo. En el siglo XIX la "Tashi" o Panchen Lama tenía poder temporal sobre el Monasterio de Tashilhunpo y tres distritos pequeños, aunque no sobre la ciudad Samzhubze en sí, que era administrada por dos Dzongpön (prefectos) nombrados de Lhasa. Antes del conflicto militar entre la República Popular China del Ejército Popular de Liberación y la Administración Central Tibetana, el territorio tibetano se dividía en 53 distritos prefectura llamados Dzongs.
El condado de Shigatse se estableció en 1960. En 1986, el Consejo de Estado le otorgó el título de Ciudad Histórica y de Cultural Nacional. En 1970 el distrito especial fue nivelado a prefectura y la ciudad de Shigatse se designó a condado. En 1986 el condado se convirtió en ciudad-condado.
El 26 de junio de 2014, el área de Shigatse se promovió a nivel de prefectura, y la antigua ciudad de Shigatse a nivel de condado pasó a llamarse Distrito de Samzhubze.

## Religión
Es un lugar de gran importancia para el budismo, gracias en parte al atractivo Monasterio de Tashilhunpo. Por otro lado, el Monasterio de Shalu está situado 22 kilómetros al sur del pueblo.

## Geografía
Samzhubze está en terreno plano rodeado por altas montañas, y el área urbana se encuentra justo al sur del río Yarlung Tsangpo, que se encuentra en la parte central del sur de la Región Autónoma del Tíbet. La ciudad se encuentra a una altitud de alrededor de 3840 metros y dentro de su área administrativa hay cinco picos de más de 5500 metros.

## Clima
Samzhubze tiene un monzón de clima continental húmedo (Köppen DWB) con frío inviernos muy secos y veranos cálidos y húmedos. Las temperaturas son relativamente moderadas para la meseta tibetana, ya que la temperatura media anual es de 6C. La lluvia se precipita entre noviembre y marzo, cuando las diferencias entre el día y la noche con frecuencia pueden superar los 20C. Casi dos tercios de la precipitación anual ocurre en julio y agosto solo. La luz solar es abundante durante todo el año, un total de 3.248 horas al año.
| Parámetros climáticos promedio de Samzhubze (1971−2000) | Parámetros climáticos promedio de Samzhubze (1971−2000) | Parámetros climáticos promedio de Samzhubze (1971−2000) | Parámetros climáticos promedio de Samzhubze (1971−2000) | Parámetros climáticos promedio de Samzhubze (1971−2000) | Parámetros climáticos promedio de Samzhubze (1971−2000) | Parámetros climáticos promedio de Samzhubze (1971−2000) | Parámetros climáticos promedio de Samzhubze (1971−2000) | Parámetros climáticos promedio de Samzhubze (1971−2000) | Parámetros climáticos promedio de Samzhubze (1971−2000) | Parámetros climáticos promedio de Samzhubze (1971−2000) | Parámetros climáticos promedio de Samzhubze (1971−2000) | Parámetros climáticos promedio de Samzhubze (1971−2000) | Parámetros climáticos promedio de Samzhubze (1971−2000) |
| Mes                                                     | Ene.                                                    | Feb.                                                    | Mar.                                                    | Abr.                                                    | May.                                                    | Jun.                                                    | Jul.                                                    | Ago.                                                    | Sep.                                                    | Oct.                                                    | Nov.                                                    | Dic.                                                    | Anual                                                   |
| ------------------------------------------------------- | ------------------------------------------------------- | ------------------------------------------------------- | ------------------------------------------------------- | ------------------------------------------------------- | ------------------------------------------------------- | ------------------------------------------------------- | ------------------------------------------------------- | ------------------------------------------------------- | ------------------------------------------------------- | ------------------------------------------------------- | ------------------------------------------------------- | ------------------------------------------------------- | ------------------------------------------------------- |
| Temp. máx. media (°C)                                   | 6.2                                                     | 8.3                                                     | 11.9                                                    | 15.5                                                    | 19.5                                                    | 22.3                                                    | 21.3                                                    | 20.2                                                    | 19.1                                                    | 16.1                                                    | 11.0                                                    | 7.2                                                     | 14.9                                                    |
| Temp. mín. media (°C)                                   | −14.6                                                   | −9.3                                                    | −5.7                                                    | −2.5                                                    | 3.3                                                     | 6.7                                                     | 8.8                                                     | 7.2                                                     | 4.8                                                     | −2.6                                                    | −8.3                                                    | −13.5                                                   | −1.2                                                    |
| Precipitación total (mm)                                | .4                                                      | .2                                                      | .6                                                      | 2.1                                                     | 18.7                                                    | 64.0                                                    | 129.6                                                   | 152.3                                                   | 56.2                                                    | 5.4                                                     | .9                                                      | 0                                                       | 430.4                                                   |
| Días de precipitaciones (≥ 0.1 mm)                      | .2                                                      | .5                                                      | .7                                                      | 2.2                                                     | 6.4                                                     | 12.4                                                    | 18.8                                                    | 20.8                                                    | 13.0                                                    | 2.2                                                     | .4                                                      | .1                                                      | 77.7                                                    |
| Fuente: Weather China                                   |                                                         |                                                         |                                                         |                                                         |                                                         |                                                         |                                                         |                                                         |                                                         |                                                         |                                                         |                                                         |                                                         |

## Transporte
- La ciudad es el eje de la red de carreteras entre Lhasa, Tíbet y Nepal occidental.
- La construcción del ferrocarril Lhasa-Samzhubze se inició en 2010 y está programado para completarse en 2014.
- Se encuentra cerca a la estación ferroviaria en la India, la estación de Nueva Jalpaiguri.
- El aeropuerto internacional Samzhubze Paz comenzó a funcionar el 30 de octubre de 2010, el quinto aeropuerto comercial del Tíbet. Se encuentra a 43 kilómetros del centro
- La autopista China 318 pasa por la ciudad.